# Kleine Oostwolderpolder (Westerkwartier)
De Kleine Oostwolderpolder is een voormalig waterschap in de provincie Groningen.
Het waterschap lag tegenover Oostwold aan de overzijde van de Munnikesloot, ten zuiden van de Gave. De zuidgrens van het schap werd gevormd door de toenmalige grens met de provincie Drenthe. Ten westen van de polder lag de Polder van de gebroeders Bos. De gemaal stond aan de Gave. Omdat het waterschap geen reglement had (de facto bestond het niet), kon het niet worden opgaan in een groter waterschap. Bovendien wilden de ingelanden geen afkoopsom betalen (de gebruikelijke regeling bij overname). Hierdoor is het gebied lange tijd – zeker tot halverwege de jaren 0 van deze eeuw – als een soort niemandsland beschouwd, waar bijvoorbeeld niet werd geschouwd.
Waterstaatkundig gezien ligt het gebied sinds 1995 binnen dat van het waterschap Noorderzijlvest.

## Naam
De polder is genoemd naar het dorp Oostwold, dat aan de overzijde van de Munnikesloot ligt. Dat de polder Klein werd genoemd, lag daaraan dat het waterschap Vredewold oorspronkelijk de Oostwolderpolder heette. De polder moet overigens niet worden verward met het waterschap met dezelfde naam in Duurswold.